# UB40
UB40는 잉글랜드의 록 밴드이다.

## 개요
밥 말리의 뒤를 이어 레게 뮤직을 대중화 시킨 UB40는 1978년 영국 버밍엄에서 결성되었다. 1980년 발표한 데뷔앨범 Singing Off와 Food for Thought가 화제 속에 많은 판매고를 올렸다. 1981년에 두 번째 앨범 Present Arms를 발표하여 <Don't Slow Down>과 <Don't Let It Pass You By>, <Bring me your Cup>를 히트시켰다. 1983년 7집 Labour Of Love를 발표하여 닐 다이아몬드의 곡을 레게풍으로 편곡한 <Red Red Wine>이 빅히트를 했다. 또 해리 닐슨의 곡 <Many Rivers To Cross>를 리메이크하여 6위에 오르기도 했다. 1985년 9집 Baggariddim을 발표, 크리시 하인드와 함께 노래한 〈I Got You Babe〉, <Don't break my Heart>가 대히트를 하였으며 1989년 15집 Labour Of Love II를 공개하여 밥 딜런의 작품인 <I'll Be  Your Baby Tonight>을 로버트 파머와 노래하여 히트시키고, <Where did I go wrong>,<Kingston Town>이 대성공하며 최고의 레게 밴드로 거듭났다. 1989년에는 <Rat in the Kitchen>, <All I want to Do>, <Groovin'>을 연달아 히트시켰다. 1993년에는 앨범 Promise and Lies를 만들어 <Can't help falling in Love>,<Higher Ground>,<Impossible Love>를 히트시켰다. 지금까지도 음악 활동을 하고 있으며, 공식 유튜브 채널을 통한 활동과 콘서트 투어를 하고 있다.

## 같이 보기
- 가장 많은 음반을 판 음악가 목록